# Rhegmatophila alpina
Rhegmatophila alpina é uma espécie de insetos lepidópteros, mais especificamente de traças, pertencente à família Notodontidae.
A autoridade científica da espécie é Bellier, tendo sido descrita no ano de 1881.
Trata-se de uma espécie presente no território português.